# Declaração Conjunta Norte-Sul de 15 de junho

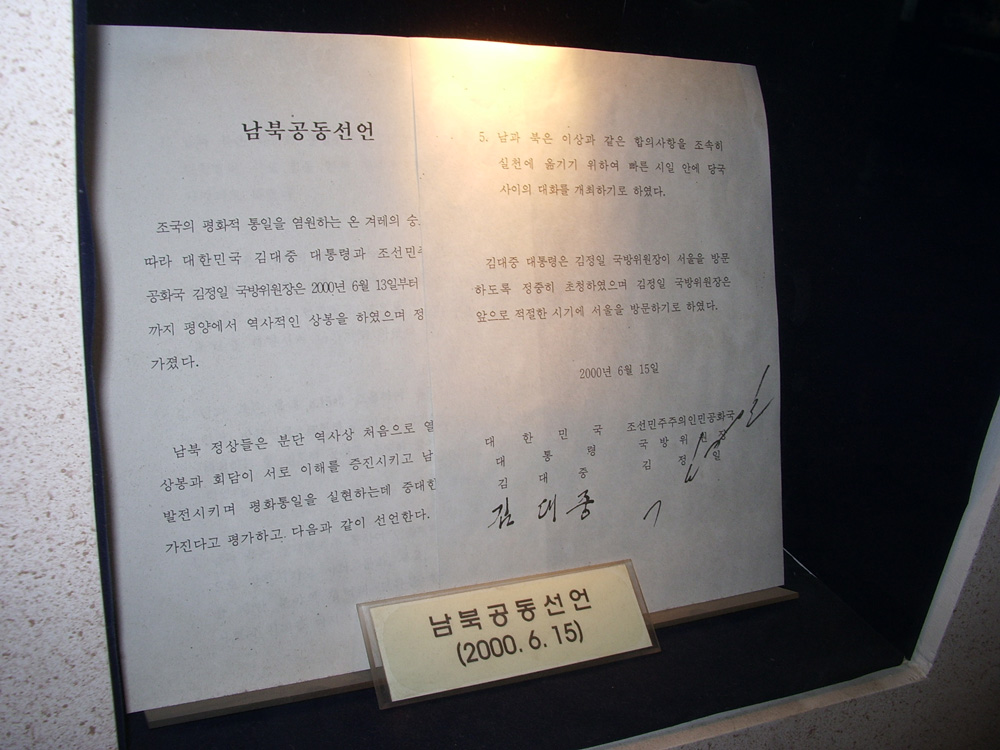
A primeira e a última página da declaração expostas em Paju, Coreia do Sul

A Declaração Conjunta Norte-Sul de 15 de junho foi acordada entre os líderes da Coreia do Norte e Coreia do Sul em junho de 2000, após diversas cimeiras entre as duas Coreias. Como resultado das reuniões de Estado, um grande número de famílias e parentes separados pelo Norte-Sul tiveram um reencontro em Pionguiangue e Seul.
De acordo com a Declaração, foram realizadas cúpulas sobre questões referentes a tópicos militares em Pionguiangue, Seul e Jeju, de julho a dezembro de 2000. Conversas já vinham sendo desenvolvidas desde a assinatura da Declaração de Paz e Prosperidade entre as duas Coreias, o primeiro dos diversos tratados que focaram no estabelecimento de uma reunificação da península coreana. A Declaração Norte-Sul foi uma das primeiras a embasar o conceito de Coreia Unificada, ao mesmo tempo em que promoveu a abertura política entre os dois países e deu esperanças para uma futura união política.

## Texto da Declaração Norte-Sul
Em acordo com o nobre desejo de todo o povo que anseia pela reunificação pacífica da nação coreana, o presidente Kim Dae-jung da República da Coreia e o Líder Supremo Kim Jong-il da República Popular Democrática da Coreia sediaram um encontro histórico em uma cúpula em Pionguiangue de 13 a 15 de junho de 2000.
Os líderes do Sul e do Norte, reconhecendo que o encontro foi de grande significância em promover entendimento mútuo, desenvolvendo relações entre Norte e Sul e buscando uma reunificação pacífica, declaram o seguinte:
O Sul e o Norte concordaram em resolver a questão da reunificação independentemente e através de esforços conjuntos por parte do povo coreano, que é o senhor do país.
Pela obtenção da reunificação, nós acordamos no fato de que há um elemento comum nas propostas tanto de confederação, por parte do Sul, quanto de federação, por parte do Norte. Os dois governos decidiram promover a reunificação nestas direções.
O Norte e o Sul concordaram em prontamente resolver questões humanitárias como o reencontro de famílias separadas no dia 15 de agosto, o dia Nacional da Libertação e a questão de comunistas servindo sentenças de prisão no Sul.
O Norte e o Sul concordaram em consolidar a confiança mútua, através da promoção de desenvolvimento balanceado da economia nacional por cooperação econômica e por estímulos em cooperação cívica, cultural, desportiva, ambiental e em muitos outros setores da sociedade.
O Norte e o Sul concordaram em manter um diálogo entre autoridades nacionais relevantes em um futuro próxima, com o objetivo de implementar as medidas citadas acima.
O Presidente Kim Dae-jung cordialmente convida o Líder Supremo Kim Jong-il a visitar Seul, e o Líder Supremo o fará em um momento apropriado.
Kim Dae-jung, Presidente da República da Coreia
Kim Jong-il, Líder Supremo da República Democrática Popular da Coreia
15 de junho de 2000.